# Saxonská tektonika
Saxonská tektonika je souhrnné označení tektonických procesů odehrávajících se v západní a střední Evropě v důsledku alpinského vrásnění v období křídy a třetihor. Masivy konsolidované variským vrásněním se v tomto období prohýbaly, lámaly a v závěru se přes ně přesunovaly v podobě příkrovů mocné celky usazenin. Docházelo hlavně k výzdvihům a poklesům zemských ker podél hlubokých zlomů. Vertikální pohyby dosahovaly až tisícimetrových hodnot. Tektonika byla místy doprovázena bouřlivou sopečnou činností.